# Aparasphenodon venezolanus
Aparasphenodon venezolanus е вид жаба от семейство Дървесници (Hylidae). Видът е незастрашен от изчезване.

## Разпространение
Разпространен е в Бразилия, Венецуела и Колумбия.

## Описание
Популацията на вида е стабилна.